# Produktionsservice
Produktionsservice är ett samlingsbegrepp för de servicetjänster som krävs för att produktionen i en industrianläggning ska fungera effektivt. Exempel på produktionsservicetjänster är underhåll av produktionsanläggningar, rengöring, sanering, avfallshantering, intern logistik och förrådshantering. Synonymt begrepp är industriservice.
Produktionsservicetjänster har traditionellt hanterats i egen regi av det tillverkande bolaget men sedan 2000-talet har det blivit allt vanligare att outsourca dessa tjänster till en specialiserad serviceleverantör. Dessa leverantörer kan vara specialiserade tjänsteleverantörer eller helhetsleverantörer som åtar sig integrerade tjänsteuppdrag. Outsourcad produktionsservice växer snabbt men verksamheten som bedrivs i egen regi är fortfarande betydligt vanligare.